# 체인지오버
《체인지오버》(영어: The Changeover)는 뉴질랜드에서 제작된 미란다 하코트, 스튜어트 매켄지 감독의 2017년 성장 판타지 공포 영화이다. 마거릿 마히가 1984년에 발표한 동명의 청소년 소설이 원작이다. 에라나 제임스, 니컬러스 갤릿진 등이 주연으로 출연하였다.

## 출연
- 에라나 제임스 - 로라 찬트 역
- 니컬러스 갤릿진 - 소런슨 칼라일 역
- 티머시 스폴 - 카모디 브라크 / 데이비드 역
- 멜러니 린스키 - 케이트 찬트 역
- 벤지 퍼체이스 - 재코 찬트 역
- 루시 롤리스 - 미리엄 칼라일 역
- 케이트 하코트 - 윈터 칼라일 역
- 엘라 에드워드 - 니키 그린 역
- 토머신 매켄지 - 로즈 키턴 역

## 기타
- 기획: 리처드 플레처, 캐럴라인 허친슨
- 각색: 스튜어트 매켄지
- 수입: (주)달빛공장